# Like It Is
Like It Is è un singolo del DJ norvegese Kygo, della cantante svedese Zara Larsson e del rapper statunitense Tyga, pubblicato il 27 marzo 2020 come secondo estratto dal terzo album in studio di Kygo Golden Hour.

## Pubblicazione
Il 24 marzo 2020 Kygo ha annunciato il brano tramite il proprio profilo Instagram, rivelandone nell'occasione la data di pubblicazione prevista per il venerdì seguente.

## Video musicale
Il video musicale, diretto da Connor Brashier, è stato reso disponibile il 27 marzo 2020 in concomitanza con l'uscita del singolo.

## Tracce
Testi e musiche di Kyrre Gørvell-Dahll, Zara Larsson, Micheal Ray Stevenson, Dua Lipa, Gez O'Connell, Nick Hodgson e Patrick Martin.
1. Like It Is – 3:03

## Formazione
Musicisti
- Zara Larsson – voce
- Tyga – voce
- Petey Martin – cori, chitarra acustica, violoncello, batteria, chitarra elettrica, percussioni, pianoforte, programmazione, sintetizzatore

Produzione
- Myles Shear – produzione esecutiva
- Kygo – produzione
- Petey Martin – produzione
- Randy Merrill – mastering
- Șerban Ghenea – missaggio

## Classifiche

### Classifiche settimanali
| Classifica (2020) | Posizione massima |
| ----------------- | ----------------- |
| Austria           | 37                |
| Belgio (Fiandre)  | 39                |
| Belgio (Vallonia) | 32                |
| Croazia           | 9                 |
| Danimarca         | 39                |
| Estonia           | 33                |
| Finlandia         | 20                |
| Francia           | 167               |
| Germania          | 41                |
| Grecia            | 57                |
| Irlanda           | 25                |
| Lettonia          | 40                |
| Lituania          | 33                |
| Norvegia          | 3                 |
| Paesi Bassi       | 55                |
| Polonia           | 5                 |
| Portogallo        | 136               |
| Regno Unito       | 49                |
| Repubblica Ceca   | 46                |
| Slovacchia        | 48                |
| Stati Uniti       | 113               |
| Svezia            | 4                 |
| Svizzera          | 9                 |
| Ungheria          | 28                |

### Classifiche di fine anno
| Classifica (2020) | Posizione |
| ----------------- | --------- |
| Croazia           | 35        |
| Polonia           | 56        |
| Svezia            | 76        |